# Trombocitopenija
Trombocitopenija (trombopenija) је smanjenje broja trombocita u krvi ispod 150x109/L (liberalna definicija),  čiji je broj, u krvi, u fiziološkim uslovima 150 do 400x109/L- krvi. Klinički značajno krvarenje se retko javlja ukoliko je broj trombocita iznad 50x109/L, uz napomenu da se pored broja trombocita uvek mora u obzir uzeti i funkcija trombocita. Za razliku od liberalne, restriktivna trombocitopenije karakteriše se brojem trombocita manjim od 100x109/L. Ova vrsta trombocitopenije definisana je u Global Registry of Acute Coronary Events (GRACE) i studijama koje ispituju trombocitopeniju nastalu primenom GPIIb/IIIa antagonista, kao i nekim drugim istraživanjima trombocitopenija u antifosfolipidnom sindromu.6,7,8

## Oblici trombocitopenije
Prema poreklu trombocitopenija može biti:
- urođena (retko),
- stečena.

Podela stečenih trombocitopenija
| Oblici                                          | Uzroci |
| ----------------------------------------------- | --- |
| Pseudotrombocitopenija (Lažna trombocitopenija) | Netačan broj trombocita u krvi , ili laboratorijski artefakt, koji se dešava in vitro, zbog njegove povezanosti sa primenom etilen diamin tetra sirćetne kiseline (EDTA) kao antikoagulansa ili ređe citrata, koji tokom ispitivanja uzorka krvi izazivaju lažnu sliku smanjenog broja cirkulišućih trombocita. |
| Diluciona trombocitopenija                      | Kao posledica primen velikih količina produkata krvi bez trombocita i i.v. unosa tečnosti |
| Distribuciona trombocitopenija                  | Kao posledica sekvestracija u slezini – hipersplenizam (ciroza jetre sa kongestivnom splenomegalijom, Gaucherova bolest, mijelofibroza sa mijeloidnom metaplazijom itd.) |
| Pojačana destrukcija trombocita                 | Neimunološki uzrokovana Diseminovana intravaskularna koagulopatija (DIK) – Trombotična trombocitopenijska purpura (TTP), Hemolitičko uremijski sindrom (HUS) – HELLP-hemoliza, eklampsija – Sepsa i neke sistemske infekcije(hepatitis, infekcija EBV ili CMV,Parvo virus) – Infekcije rikecijama i parazitima(malarija) – Gubitak trombocita naarteficijalnim površinama (CABG, intravaskularni kateteri, IABP, vaskularne proteze) – Urođene i stečene valvularnemane, kardiomiopatije, embolija pluća Imunonološki posredovana Idiopatska trombocitopenijska purpura (ITP) – Bolesti vezivnog tkiva (SLE, vaskulitisi) – Postransfuziona purpura (PTP) – Antifosfolipidni sindrom – Limfoproliferativne bolesti – Hemofagocitni sindrom – Neonatalna aloimuna trombocitopenija – Gestaciona trombocitopenija – Neke infekcije – HIV, rubela, virusni hepatitisi, CMV, Lajmska bolest, H. pylori – Autoimuni poremećaji (tiroiditis, kolitis, sarkoidoza) Imunološki posredovana (lekovi) - Kardiološki lekovi - heparin, digoksin, kinidin, lidokain, amiodaron, kaptopril, alpha-metildopa, furosemid, tiazidni diuretici, tiklopidin, spironolakton i dr. - Lekovi koji sadrže antimon - retinoidi, jodni kontrast, morfin - Antimikrobni i antiinflamatorni lekovi - benzodiazepini, kokain, heroin, antidepresivi, aniepileptici, antihistaminici, H2-antagonisti, derivati sulfonilureje i dr. |
| Smanjena produkcija trombocita                  | Supresija koštane srži - nutritivni deficit (vitamin B12, folna kiselina, Fe), - mijelosupresivni lekovi (hemoterapija, hidroksiurea, INF alfa-2b, tiazidi, preparati estrogena), - toksini (kokain, heroin, alkohol), - virusne infekcije (Rubeola, CMV, EBV, HIV virus, Parvo B19 virus), - infiltracija koštane srži (leukemija, limfomi, metastaze), - aplazija koštane srži, - insuficijencija bubrega, - abnormalnosti koštane srži (mijelodisplazije) i ćelija koje čine stromu koštane srži (osteopetroza, mijelofibroza). |
| Ostali uzroci                                   | ARDS, masna embolija, pankreatitis, opekotine, hipotermija, hipotiroidizam |

Prema patofiziološkom mehanizmu, trombocitopenije mogu biti:
- primarne, ako je trombocitopenija glavni poremećaj,
- sekundarne, kada je trombocitopenija propratna pojava uz neku drugu bolest,

Prema smanjenju broja trombocita trombocitopenija može biti;
- laka (blaga), ako je broj trombocita od 100 do 150x109/L,
- umerena, ako je broj trombocita od 50 do 100x109/L,
- teška ako je broj trombocita od 20–50x109/L,
- izražena ako je broj trombocita manji od 20x109/L.

## Klinička slika
Trombocitopenija obično nema simptome i otkriva se rutinskom laboratorijskim pregledmom kompletne krvne slika. Neke osobe sa trombocitopenijom mogu imati spoljašnja  krvarenja, kao što su krvrenje iz nosa ili krvarenje iz desni . Neke žene mogu imati jače ili duže menstruacije ili obilno krvrenje. Modrice, posebno purpura na podlakticama i petehije na stopalima, nogama i sluzokožama, mogu biti uzrokovane spontanim krvarenjem ispod kože. 
Osoba sa ovom bolešću može se takođe žaliti na malaksalost, umor i opštu slabost (sa ili bez pratećeg gubitka krvi). 
Stečena trombocitopenija može biti povezana i sa upotrebom određenih lekova.  Kod odraslih osoba mogu se javiti velike, krvlju ispunjene bule u ustima. Ako je broj trombocita između 30.000 i 50.000/mL, može se očekivati pojava modrice sa manjom traumom, a ko je taj broj između 15.000 i 30.000/mL, javljaju se spontane modrice (uglavnom na rukama i nogama.

## Napomene
1. ↑  HELLP – hemolysis, elevated liver enzymes, low platelets-varijanta teškog oblika preeklampsije, koji se nekada može komplikovati plućnim edemom, šokom, ARDS-om, cerebrovaskularnim akcidentom, akutnom bubrežnom insuficijencijom

## Literatura
- Izak, Marina; Bussel, James B. (2014). „Management of thrombocytopenia”. F1000Prime Reports. 6. PMID 24991422. doi:10.12703/P6-45 .
- Bradbury, C.; Murray, J. (2013). „Investigating an incidental finding of thrombocytopenia”. BMJ. 346: f11. PMID 23315255. doi:10.1136/bmj.f11.
- Stasi, R. (2012). „How to approach thrombocytopenia”. Hematology Am Soc Hematol Educ Program. 2012: 191—7..
- Curtis BR (2014). „Drug-induced immune thrombocytopenia: incidence, clinical features, laboratory testing, and pathogenic mechanisms.”. Immunohematology. 30 (2): 55—65..
- The management of heparin-induced thrombocytopenia; British Committee for Standards in Haematology (2006)
- Bolton-Maggs PH, Chalmers EA, Collins PW;  . (децембар 2006). „A review of inherited platelet disorders with guidelines for their management on behalf of the UKHCDO”. British Journal of Haematology. 135 (5): 603—33..
- Glanzmann Thrombasthenia, GT (Thrombasthenia of Glanzmann and Naegeli); Online Mendelian Inheritance in Man (OMIM)
- Konkle, B. A. (2011). „Acquired disorders of platelet function”. Hematology Am Soc Hematol Educ Program. 2011: 391—6..
- Hagerman R; Ethylenediaminetetraacetic Acid (EDTA)-Dependent Pseudothrombocytopenia: A Case Report of an Incidental but Important Finding, Priory.com 2009
- Rydz, Natalia; James, Paula D. (2012). „The evolution and value of bleeding assessment tools”. Journal of Thrombosis and Haemostasis. 10 (11): 2223—2229. PMC 3893309 . PMID 22974079. doi:10.1111/j.1538-7836.2012.04923.x.
- Harrison, Paul; MacKie, Ian; Mumford, Andrew; Briggs, Carol; Liesner, Ri; Winter, Mark; Machin, Sam; British Committee for Standards in Haematology (2011). „Guidelines for the laboratory investigation of heritable disorders of platelet function”. British Journal of Haematology. 155 (1): 30—44. PMID 21790527. doi:10.1111/j.1365-2141.2011.08793.x.
- Kenney, B.; Stack, G. (фебруар 2009). „Drug-induced thrombocytopenia”. Arch Pathol Lab Med. 133 (2): 309—14..
- Seligsohn, U. (2012). „Treatment of inherited platelet disorders”. Haemophilia. 18: 161—165. PMID 22726101. doi:10.1111/j.1365-2516.2012.02842.x.
- Nurden, A. T.; Nurden, P. (септембар 2007). „Inherited thrombocytopenias”. Haematologica. 92 (9): 1158—64..

## Spoljašnje veze
- Laboratorijske pretrage u kliničkoj medicini - I: HEMATOLOGIJA

|  | Molimo Vas, obratite pažnju na važno upozorenje u vezi sa temama iz oblasti medicine (zdravlja). |